# Lyndby Sogn
Lyndby Sogn er et sogn i Lejre Provsti (Roskilde Stift).
I 1800-tallet var Lyndby Sogn anneks til Kirke Hyllinge Sogn. Begge sogne hørte til Voldborg Herred i Roskilde Amt. Hyllinge-Lyndby sognekommune blev ved kommunalreformen i 1970 indlemmet i Bramsnæs Kommune, der ved strukturreformen i 2007 indgik i Lejre Kommune.
I Lyndby Sogn ligger Lyndby Kirke.
I sognet findes følgende autoriserede stednavne:
- Lejregårdene (bebyggelse)
- Lille Karleby (bebyggelse, ejerlav)
- Lyndby (bebyggelse, ejerlav)
- Lyndby Strand (bebyggelse)
- Strandager (bebyggelse)
- Uglestrup (bebyggelse, ejerlav)